# Dux Palaestinae
Il Dux Palaestinae era il comandante delle truppe limitanee di un settore del limes orientale, nella diocesi d'Oriente della Palestina. Suo diretto superiore era al tempo della Notitia dignitatum (nel 400 circa), il magister militum per Orientem.

## Duces Palaestinae
Doroteo ricoprì la carica di comes et dux Palaestinae nel 452-453. Nel 452 conduceva le truppe romane contro i Saraceni, quando fu costretto a tornare a Gerusalemme dalla notizia di rivolte fomentate dal monaco monofisita Teodosio; tornato in città, riconobbe Teodosio patriarca di Gerusalemme. L'anno successivo l'imperatore Marciano gli ordinò di arrestare Teodosio e di rimettere sul trono patriarcale Giovenale, ma Teodosio riuscì a sfuggirgli.
Asclepiado soppresse nel sangue la rivolta dei Samaritani capeggiati da Justa nel 484 circa, durante il regno di Zenone.
Un Antipatro è attestato come dux Palaestinae tra la fine del V e l'inizio del VI secolo; rilasciò un chierico condannato a morte dietro richiesta del vescovo Teognide di Betelia.
Nel 498 du dux Palaestinae Romano, che in quell'anno sconfisse gli sceicchi arabi Ogaro e Gabala, ricatturando Iotabe. Nel 501 non fu in grado di impedire allo sceicco Badicarimo di attaccare Fenicia, Siria e Palestina.
L'imperatore Anastasio I volle rimuovere il patriarca di Gerusalemme Elia, il quale si era rifiutato di entrare in comunione col patriarca Severo di Antiochia; a tale scopo inviò Olimpo, nuovo dux Palaestinae, il quale depose Elia e installò Giovanni il 1º ottobre di quell'anno. Anastasio fu inviato a sostituire Olimpo come dux nel 516/517, con l'ordine di far dialogare il patriarca Giovanni col patriarca Severo; Anastasio mise in prigione Giovanni finché questi non obbedì, ma di fronte all'assembramento di un elevato numero di monaci, Giovanni affermò la propria ortodossia, e Anastasio, spaventato, si rifugiò a Cesarea marittima.
Nel 530 fu nominato dux il generale Ireneo, il quale si occupò di sedare le ultime recrudescenze della rivolta dei Samaritani.

## Elenco unità
Era a capo di ben 30 unità o distaccamenti di unità, come risulta dalla Notitia Dignitatum (Orien. XXXIV):
- Equites Dalmatae Illyriciani, a Benosaba; Equites promoti Illyriciani, Menochia; Equites scutarii Illyriciani, Chermula; Equites Mauri Illyriciani, Aelia; Equites Thamudeni Illyriciani, Birsama; Equites promiti indigenae, a Sabaia e Zodocatha; Equites sagittarii indigenae, a Hauana e Zoara; Equites sagittarii indigenae, a Robatha e Moahile; Equites primi felices Palaestini, Sabure presso Veterocaria;
- Legio X Fretensis, Aila;
- Ala I miliaria Sebastena, Asuada; Ala Antana dromedariorum, Admatha; Ala Constantiana, Toloha; Ala II felix Valentiana, Praesidium; Ala I miliara, Hasta; Ala Idiota constituta;
- Cohors XII Valeria, Afro; Cohors X Carthaginensis, Cartha; Cohors I agentenaria, Tarba; Cohors IV Frygium, Praesidio; Cohors II Gratiana, Iehibo; Cohors I equitata, Calamona; Cohors II Galatarum, Arieldela; Cohors I Flavia, Moleaatha; Cohors IV Palaestinorum, Thamana; Cohors II Cretensis, presso il fiume Giordano; Cohors I salutaria, tra Aeliam e Hierichunta.

### Fonti primarie
- Notitia Dignitatum, Orien. XXXIV.

### Fonti storiografiche moderne
- J.Rodríguez González, Historia de las legiones Romanas, Madrid, 2003.
- A.K.Goldsworthy, Storia completa dellesercito romano, Modena 2007. ISBN 978-88-7940-306-1
- Y.Le Bohec, Armi e guerrieri di Roma antica. Da Diocleziano alla caduta dell'impero, Roma 2008. ISBN 978-88-430-4677-5